# Calystegia sepium

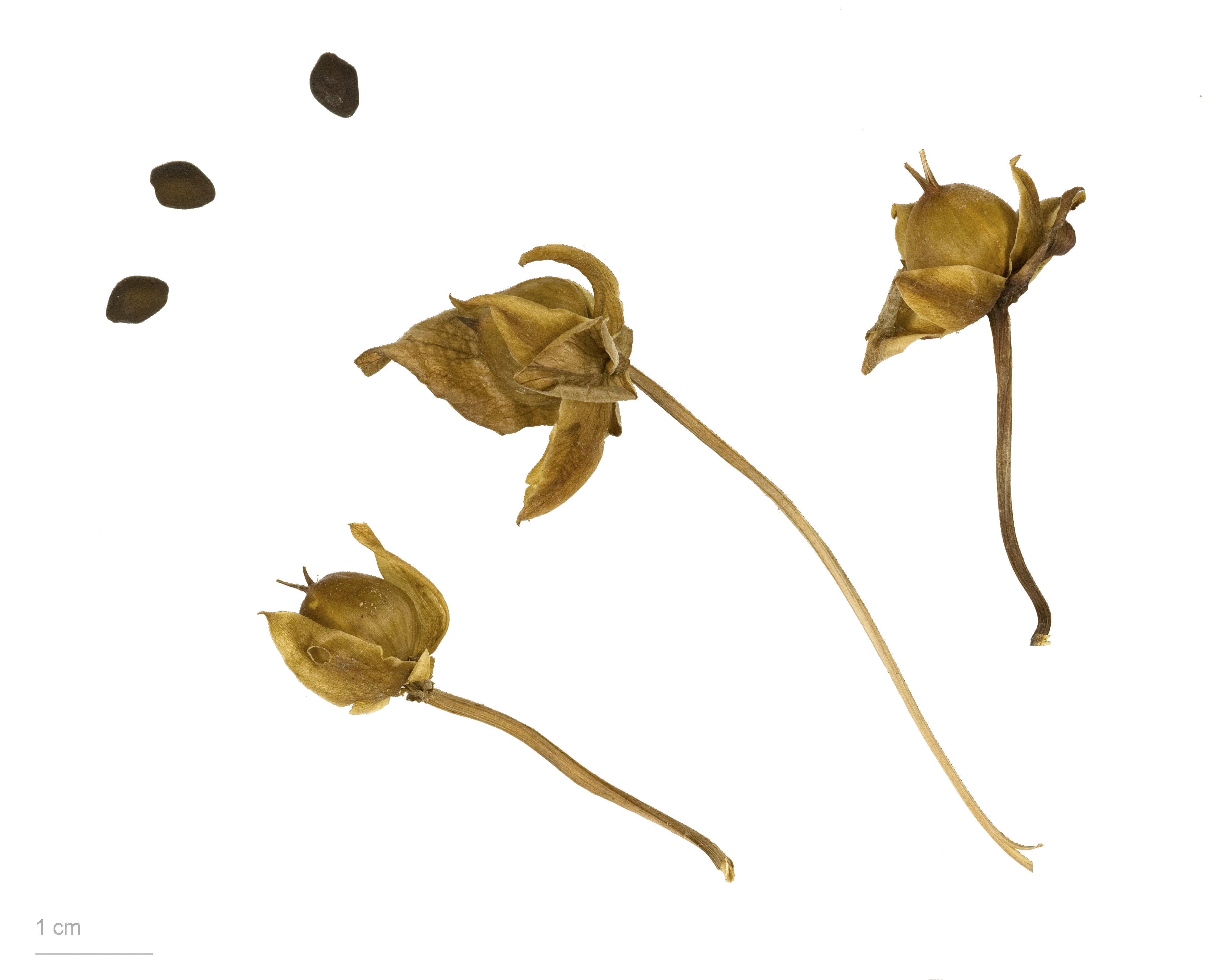
Calystegia sepium

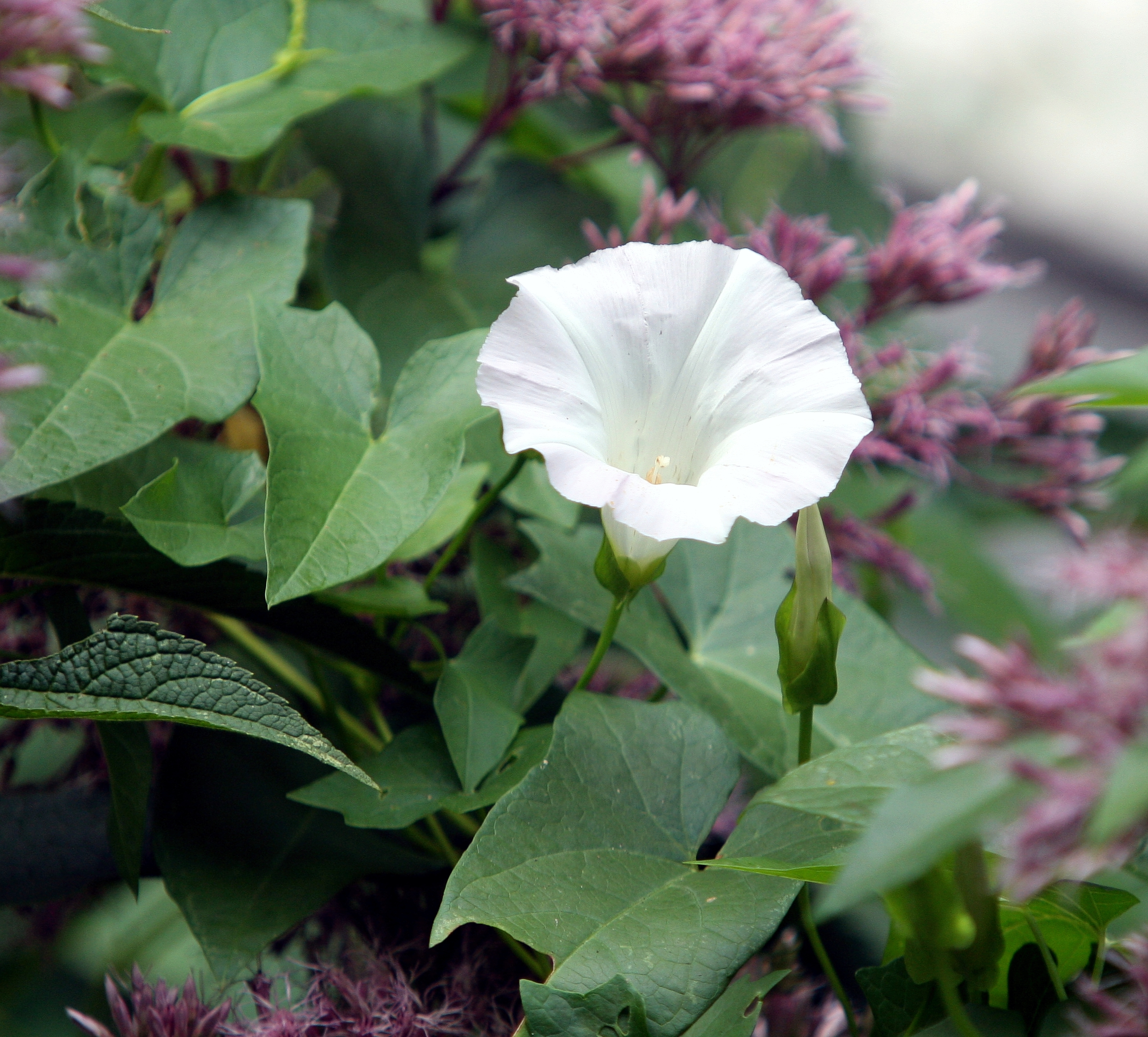
Detalle de flor y follaje

La correhuela mayor, Calystegia sepium o Convolvulus sepium, (L.) R.Br., es una especie de planta perteneciente a la familia de las convolvuláceas.

## Hábitat
Se encuentra en las zonas templadas del hemisferio norte donde crece en taludes, valladares y linderos de los bosques. Se encuentra también naturalizada en el Conosur formando grandes extensiones en las zonas periurbanas.

## Descripción
Es una planta vivaz que alcanza los 5 metros de longitud con tallos trepadores de hasta 2,5 metros de largo. Las hojas son sagitadas. Las flores grandes de hasta 6 cm con la corola en embudo y de color blanco puro. El fruto es una cápsula.
Se diferencia de otras especies del género Ipomoea porque estas tienen las bractéolas del cáliz estrechas en lugar de ser anchas y foliáceas. También puede aparecer confusión con la subespecie sepium que tiene las hojas un poco más sagitadas y además las bractéolas del cáliz no se superponen o muy poco; en C. sepium subsp. silvatica se superponen netamente.

## Propiedades
- Utilizado como purgante y colagogo.

## Taxonomía
Calystegia sepium fue descrita por (L.) R.Br. y publicado en Prodromus Florae Novae Hollandiae 483. 1810.
Etimología
Calystegia: nombre genérico que deriva  del griego kalux = "taza" y stegos = "cubierta". 
sepium: epíteto latino que significa "creciendo en setos o utilizados para coberturas".
Variedades
- Calystegia sepium subsp. angulata Brummitt
- Calystegia sepium subsp. binghamiae (Greene) Brummitt
- Calystegia sepium subsp. limnophila (Greene) Brummitt
- Calystegia sepium var. sepium
- Calystegia sepium subsp. spectabilis Brummitt

Sinonimia:
- Calystegia sepium subsp. americana (Sims) Brummitt
- Calystegia sepium subsp. baltica Rothm.
- Calystegia sepium subsp. roseata Brummitt
- Calystegia sepium subsp. sepium (L.) R. Br.
- Convolvulus sepium L.
- Volvulus sepium (L.) Junger[3]

## Denominación popular
Albohol, campanilla, campanilla blanca, campanilla de enredadera, campanilla de los cercados, campanilla mayor, campanillas blancas, campanillas de los cercados, carrigüela ancha, convólvulo, cornigüela mayor, corredera, corregüela mayor, correhuela de cercas, correhuela mayor, corrigüela viva, corriuela, enredadera con orejas, enredadera de agua, hiedra, hiedra campana, hiedra campanilla, hierba lechera, hilandera, punta de dardo, soga de árboles, voluble mayor, yedra campana, yedra campanilla, yerba campana, yerba lechera.